# Yunesiyeh
Yunesiyeh (tiếng Ả Rập: اليونسية) là một ngôi làng Syria nằm ở Bidama Nahiyah thuộc huyện Jisr al-Shughur, Idlib. Theo Cục Thống kê Trung ương Syria (CBS), Yunesiyeh có dân số 1318 trong cuộc điều tra dân số năm 2004.